# Spiricoelotes
Spiricoelotes es un género de arañas araneomorfas pertenecientes a la familia Agelenidae. Se encuentra en el Este de Asia.

## Especies
Según The World Spider Catalog 12.0:
- Spiricoelotes pseudozonatus Wang, 2003
- Spiricoelotes urumensis (Shimojana, 1989)
- Spiricoelotes zonatus (Peng & Wang, 1997)